# Al-Amirijja (Al-Bab)
Al-Amirijja (arab. العامرية) – wieś w Syrii, w muhafazie Aleppo. W 2004 roku liczyła 881 mieszkańców.